# Graham Phillips
Pour les articles homonymes, voir Phillips.
Graham Phillips, né le 14 avril 1993 à Laguna Beach en  Californie, est un acteur américain.

## Biographie
Il a été en couple avec la chanteuse Ariana Grande de 2009 à 2011.

## Filmographie

### Cinéma

#### Longs métrages
- 2006 : The Ten Commandments: The Musical (en) de Robert Iscove : le fils de Mose
- 2007 : Evan tout-puissant de Tom Shadyac : Jordan Baxter
- 2009 : Stolen (2009 drama film) (en) de Anders Anderson : Mark Wakefield
- 2012 : Goats de Christopher Neil : Ellis Whitman
- 2014 : Innocence (film, 2013) (en) de Hilary Brougher : Tobey Crawford
- 2015 : Staten Island Summer (en) de Rhys Thomas : Danny Campbell
- 2016 : XOXO : Carpe Diem de Christopher Louis : Ethan Shaw
- 2018 : Contrôle parental (Blockers) de Kay Cannon : Austin

- 2021: Yes Day : brian

#### Court métrage
- 2015 : The Mediator de lui-même et Parker Philips : un garçon

### Télévision

#### Séries télévisées
- 2002 : Un gars du Queens (The King of Queens) : Winthrop (saison 5, épisode 11)
- 2004 : Amy (Judging Amy) : Toby Carroll (saison 6, épisode 3)
- 2006 : Preuve à l'appui (Crossing Jordan) : Kyle / Jonah Wheeler (saison 5, épisode 20)
- 2009-2016 : The Good Wife : Zach Florick (78 épisodes)
- 2012 : FBI : Duo très spécial : Evan Leary (épisode 12, saison 3)
- 2015 : Guidance : Roger (2 épisodes)
- 2016 : Secrets and Lies : Liam Connors (3 épisodes)
- 2017 : Riverdale : Nick St Clair (2 épisodes)
- 2018 : Atypical : Nate (6 épisodes)

#### Téléfilms
- 2005 : Love's Long Journey (en) de Michael Landon Jr : Jeff Huff
- 2007 : Ben 10 : Course contre la montre de Alex Winter : Ben Tennyson
- 2019 : The Little Mermaid Live! : Prince Éric